# جان فريدريك كارلسن
جان فريدريك كارلسن (بالنرويجية البوكمول: Jan Fredrik Karlsen)‏ هو مدير مواهب نرويجي، ولد في 17 يونيو 1973 في Slemmestad ‏ في النرويج.

## وصلات خارجية
- جان فريدريك كارلسن على موقع IMDb (الإنجليزية)
- جان فريدريك كارلسن على موقع قاعدة بيانات الفيلم (الإنجليزية)